# Taliana Vargas

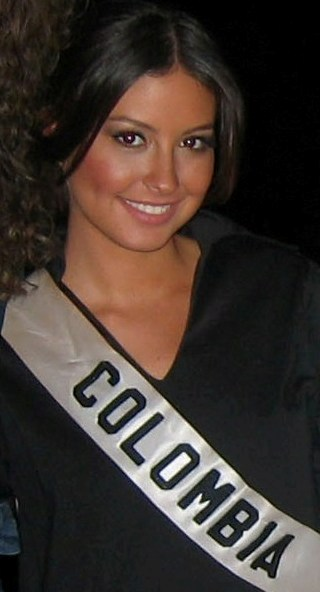
Taliana Vargas

Taliana Maria Vargas Carillo (n. 20 decembrie 1987  în Santa Marta, Departamentul Magdalena), fotomodel columbian, a fost în anul 2007 "Miss Columbia" și a ajuns după Riyo Mori, pe locul doi la concursul de frumusețe, Miss Universe. Taliana studiază jurnalistică la "Northern Virginia Community College" din Alexandria, Virginia (SUA). Taliana Vargas este de origine greacă și vorbește cursiv limba spaniolă, engleză și italiană, mai puțin greaca și limba arabă.